# Купа на БВА
Купата на БВА, наричана още Балканска клубна купа по волейбол, е организирана от Балканската волейболна асоциация през 2008 година. В турнира участват отбори от Албания, Сърбия, България, Босна и Херцеговина, Турция, Гърция, Северна Македония, Румъния, Хърватска и Черна гора.
Турнирът е ежегоден и се провежда през края на лятото през месеците от юни до септември.
Победителят и при мъжете, и при жените, получава право да играе в турнира на претендентите(Чалъндж Къп), организиран от Европейската конфедерация по волейбол.

## Победители мъже
2023:
- ОК Спартак Суботица

2022:
- ВК Чизре

2018:
- ВК Зитаат Банкаши

2017:
- ВК Инагюл Истанбул

2016:
- ВК Галатасарай Истанбул

2015:
- ОК Спартак Льга

2014:
- ВК Малие Милли Пианго

2013:
- ВК Фенербахче Истанбул

2012:
- ВК Истанбул ББСК

2011:
- ВК Университатя Клуж

2010:
- ОВК Рибница Кралево

2009:
- ВК Фенербахче Истанбул

2008:
- ВК Баликешир

## Победители жени
2023:
- ЖВК Галатасарай Истанбул

2022:
- ЖВК ПТТ Спор

2019:
- ЖВК Туркиш Еролайнс Истанбул

2018:
- ЖВК Бешикташ Истанбул

2017:
- ЖВК Железничар Лайковац

2016:
- ЖВК Чанаккале

2015:
- ЖВК Трабзон

2014:
- ЖВК ИЛ Банк Истанбул

2013:
- ЖВК Бешикташ Истанбул

2012:
- ЖВК ИЛ Банк Истанбул

2011:
- ЖВК Нилуферспор Бурса

2010:
- ЖВК Уник

2009:
- ЖВК Бешикташ Истанбул

2008:
- ЖВК Бешикташ Истанбул

## Сайтове
Официална Уеб Страница:
- www.balkanvolleyball.org

Други Сайтове:
- sportfieber.pytalhost.com Архив на оригинала от 2013-02-01 в archive.today
- sportfieber.pytalhost.com Архив на оригинала от 2013-01-31 в archive.today
- www.facebook.com
- www.worldofvolley.com
- sportfieber.pytalhost.com Архив на оригинала от 2013-02-01 в archive.today
- sportfieber.pytalhost.com Архив на оригинала от 2013-01-31 в archive.today